# Precinct de Walsh
Le precinct de Walsh est un precinct électoral situé au centre du comté de Randolph dans l'Illinois, aux États-Unis. En 2010, ce precinct comptait une population de 454 habitants.

## Source de la traduction
- (es) Cet article est partiellement ou en totalité issu de l’article de Wikipédia en espagnol intitulé « Distrito electoral de Walsh (Illinois) » (voir la liste des auteurs).